# Sanson (Nouvelle-Zélande)
Pour les articles homonymes, voir Sanson.
La ville de Sanson est une petite localité de la région de Manawatu-Wanganui, située dans l'île du Nord de la Nouvelle-Zélande.

## Situation
Elle est localisée juste au sud de la ville de Bulls et du fleuve Rangitïkei, et à l’ouest de la cité de Palmerston North.

## Accès
Deux routes majeurs du réseau des routes nationales de la Nouvelle-Zélande (en) se rencontrent au niveau de la ville de Sanson:la State Highway 1/S H 1 et la route State Highway 3/ S H 3 (en).
Depuis 1885  et jusqu'en 1945, le tramway de la ville de Sanson (en) a fourni un lien entre le réseau du réseau national du chemin de fer, passant vers le sud pour rencontrer la ligne maintenant fermée de la branche de Foxton (en) au niveau de la ville de Himatangi.

Avec plusieurs ateliers et magasins d'antiquités, la ville de Sanson est réputée comme étape parmi les personnes, qui circulent sur les routes nationales .
Sur le fronton de l’école de Sanson est écrit « Sanson Gate », un mémorial pour les soldats, qui sont morts pendant la première guerre mondiale.
Il fut inauguré le 31 août 1924 avec la liste les noms de 12 soldats du secteur .